# BH Bikes

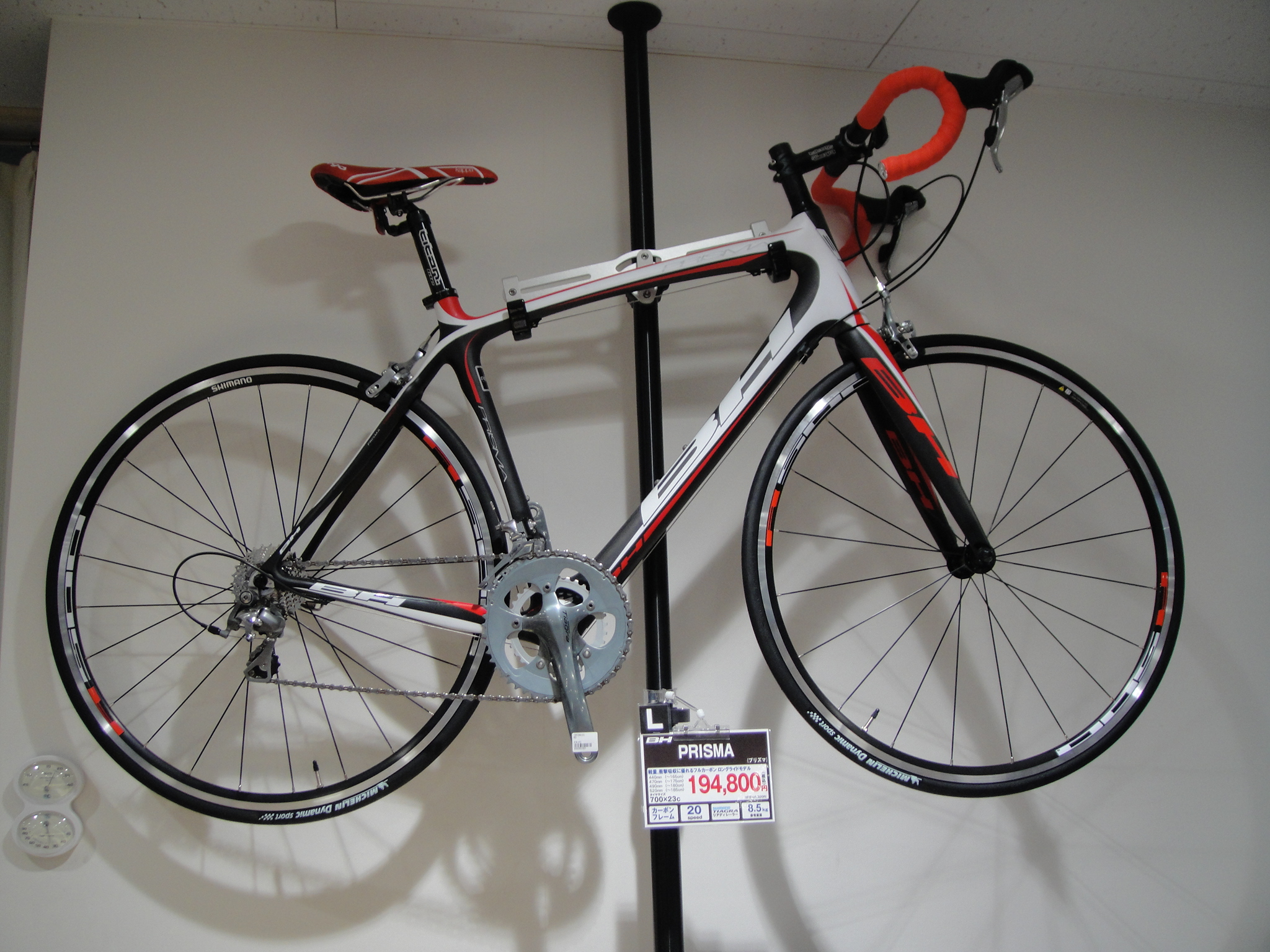
2012 BH PRISMA

BH Bikes（ビーエイチバイクス, 略称BH）は、1909年に設立されたスペインの総合自転車メーカー。本社はバスク自治州アラバ県ビトリア＝ガステイスに所在する。BHグループは、銀行、切削機械製造、大型バイクのシート製造、総合フィットネスマシンの開発、家電製品製造など、各分野に63社のグループ企業を抱える総合企業である。

## 歴史
1909年、コスメ・ベイステギ、ドミンゴ・ベイステギ、フアン・ベイステギの3人のベイステギ兄弟（バスク語では「Beistegui Hermanos」）が、「銃器の町」として知られるギプスコア県エイバルに、銃器の開発と製造を行う企業としてBHを設立した。第一次世界大戦後の1919年には製造物を大きく変更し、自転車の製造を開始した。1930年代のスペイン内戦前には小火器、特にルビー・ピストルやモーゼルC96などの模倣品も製造していた。1935年と1936年のブエルタ・ア・エスパーニャではベルギーのフスターフ・デロールがBHの自転車に乗ってステージ優勝した。1960年代、ビトリア＝ガステイスにあるBHの主要な工場では、自転車のフレームだけでなく、サドルからスポークやハンドルバーまで製造していた。1986年にはスペインのアルバロ・ピノがBHに乗ってブエルタでステージ優勝しており、BHはピノまでにブエルタで7度のステージ優勝を記録している。1987年にはスペインのフェデリコ・エチャベがBHに乗ってツール・ド・フランスでステージ優勝している。
1990年代初頭、BHはプジョーの自転車部門を買収してサイクルヨーロッパを設立した。サイクルヨーロッパはビアンキ、プジョー、ジタンなどのブランドを抱えた。BHは1996年にサイクルヨーロッパを売却し、スペインとポルトガルの市場に集中展開することを決定したが、2001年には再び汎ヨーロッパの市場に乗り出した。BHは年間200,000台の自転車を製造しており、うち50%はヨーロッパの国々に向けて輸出される。スポーツサイクル部門はスペイン、イギリス、フランス、アメリカ、南アメリカ、オーストラリア、アジア、日本（BH Bikes Japan）に現地法人を置いている。今日では、BHはビトリア＝ガステイスに2つの製造・組み立て工場を持つほか、ポルトガルのアグエダにも工場が存在する。コンピュータ数値制御のレーザー装置を備えるこれらの工場では、フィットネス機器、BMWやメルセデス・ベンツの自動車部品も製造している。